# Carme Hermida Gulías
María del Carme Hermida Gulías, nacida en La Portela de Lamas (Pardesoa, Forcarey) el 13 de noviembre de 1961, es una filóloga, escritora y política española.

## Trayectoria
A los nueve años se marchó con su familia al País Vasco pero regresó a Galicia para estudiar Filología Gallega en la Universidad de Santiago de Compostela, donde se doctoró con la tesis El resurgir de la conciencia idiomática en Galicia (1840-1891) (1991).
Fue becaria del Instituto de la Lengua Gallega (1983), donde colaboró en el Atlas Lingüístico Gallego, Glosario de voces gallegas de hoy y en el Diccionario de verbos gallegos conjugados. Desde 1995 es profesora titular de Lengua Gallega en la USC.
Participó en la elaboración de libros de texto para la enseñanza y el conocimiento de la lengua gallega, colaboró en el Diccionario normativo gallego-castellano (1988), en el Diccionario castellano-gallego de frases, usos y sinónimos (1990), en el Gran diccionario Xerais da lingua (2000) y en el Diccionario Generales de la lengua (2002).
También colaboró en el espacio Faíscas da lingua (1986) de la TVG, coordinó la sección "Mejore su gallego" del Correo Gallego y dirigió la colección de literatura infantil y juvenil de Sotelo Blanco.
Perteneció a la Fundación Premios de la Crítica Galicia, de la Fundación Sotelo Blanco y fue fundadora del colectivo cultural Redes Escarlata, del que fue presidenta. Junto con Begoña Caamaño promovió la creación de la asociación de Mulleres Galegas na Comunicación (MUGACOM). 
Fue concejala de cultura en el ayuntamiento de Teo entre los años 2007 y 2015.
En el año 2013, renunció a la docencia en la Facultad del Periodismo alegando no estar de acuerdo con el tratamiento periodístico dado al llamado "Caso Asunta".

## Obras
- Os precursores da normalización. Defensa e reivindicación da lingua galega no Rexurdimento (1840-1891), Xerais, Vigo, 1992.
- A reivindicación da lingua galega no Rexurdimento (1840-1891) Escolma de textos, Consello da Cultura Galega, Santiago de Compostela, 1992.
- Rosalía de Castro na prensa barcelonesa (1863-1899), Edicións do Patronato, 1993.
- Ortografía práctica, Sotelo Blanco Edicións, Santiago de Compostela, 2001.
- Polo mar abaixo vai: cantigas populares sobre o mar, Edicións Positivas, Santiago de Compostela, 2003.
- Gramática práctica (Morfosintaxe), Sotelo Blanco Edicións, Santiago de Compostela, 2004.
- Marisa Mirás Gómez o a importancia de ser de Calo, C. Hermida, 2013.[8]

### Como editora
- O Diccionario del dialecto gallego de Luís Aguirre del Río, CSIC de Madrid junto con el Instituto de Estudos Galegos Padre Sarmiento, 2007, ISBN 978-84-00-08609-1[9]
- A nosa fala: bloques e áreas lingüísticas do galego, con Francisco Fernández Rei, Consello da Cultura Galega, Arquivo Sonoro de Galicia, Santiago de Compostela, 1996, (2ª ed. 2003).
- A gaita gallega, de Xoán Manuel Pintos, Xerais, Vigo, 2003.

### Artículos
- "Lamas Carvajal e o Rexurdimento" (link is external) Carme Hermida Gulías (1993): Cadernos de lingua, 8, 101-116.[10]
- "Contribución ó estudio do artigo: a súa función (1)" (link is external) Carme Hermida Gulías (1989): Verba. Anuario Galego de Filoloxía, 16, 117-134.[10]
- "Leite de Vasconcelos e o galego. Notas sobre un artigo esquecido" (link is external) Carme Hermida Gulías (1987): Verba. Anuario Galego de Filoloxía, 14, 489-496.[10]

### Traducciones
- A cláusula de conciencia e o segredo profesional dos xornalistas, de Marc Carrillo,  1994
- A vida das mulleres na Galicia medieval (1100-1500), de María del Carmen Pallares Méndez, Servizo de Publicacións e Intercambio Científico, Universidade de Santiago de Compostela, Biblioteca de Divulgación, Serie Galicia, N.º 12, 1993.
- Querouak, de Ricardo Alcántara, 1988.
- Os narices do rei, de Jaume Cela, 1988.

### Obras colectivas
- "Os textos orais do Concello de Teo e a súa importancia para o galego e para outras disciplinas" Carme Hermida Gulías (2015): Gallæcia - III Congresso Internacional de Linguística Histórica, Santiago de Compostela, 27-30 xullo 2015.[10]
- Os discursos desgaleguizador, regaleguizador e contragaleguizador na época de Rosalía de Castro" (link is external) Carme Hermida Gulías (2015): Rosalía de Castro no século XXI. Unha nova ollada. Febreiro-Xuño 2013, Rosario Álvarez / Anxo Angueira / María do Cebreiro Rábade / Dolores Vilavedra (coords.), Santiago de Compostela: Consello da Cultura Galega, 181-195.[10]
- Gran dicionario Xerais da Lingua, 2009, Xerais.
- "O Arquivo do Galego Oral e o seu aproveitamento lexicográfico" (link is external) Francisco Fernández Rei / Carme Hermida Gulías (2008): A lexicografía galega moderna: recursos e perspectivas, E. González Seoane / A. Santamarina / X. Varela Barreiro (eds.), Santiago de Compostela: Consello da Cultura Galega / Instituto da Lingua Galega, 153-166.[10]
- "O mar tamén ten amores" (link is external) Carme Hermida Gulías (2008): A mi dizen quantos amigos ei. Homenaxe ao profesor Xosé Luís Couceiro, Ester Corral Díaz / Lydia Fontoira / Eduardo Moscoso Mato (eds.), Santiago de Compostela: Universidade de Santiago de Compostela, 229-239.[10]
- "Un novo dicionario. A contribución de Aguirre del Río á lexicografía galega do século XIX" (link is external) Carme Hermida Gulías (2008): Cada palabra pesaba, cada palabra medía. Homenaxe a Antón Santamarina, Mercedes Brea / Francisco Fernández Rei / Xosé Luís Regueira (eds.), Santiago de Compostela: Universidade de Santiago de Compostela, 123-137.[10]
- "Fonética e morfosintaxe dos verbos ou latíns galegos" Carme Hermida Gulías (2005): As tebras alumeadas. Estudos filolóxicos ofrecidos en homenaxe a Ramón Lorenzo, Ana Isabel Boullón Agrelo / Xosé Luís Couceiro Pérez / Francisco Fernández Rei, Santiago de Compostela: Universidade de Santiago de Compostela, 391-404.[10]
- "A lingua da publicidade" (link is external) Carme Hermida Gulías (2004): A lingua galega: historia e actualidade, Rosario Álvarez / Francisco Fernández Rei / Antón Santamarina (eds.), Santiago de Compostela: Consello da Cultura Galega / Instituto da Lingua Galega, v. 2, 361-378.[10]
- "Proxecto e método do Gran Diccionario Xerais da Lingua" (link is external) María Carme Ares Vázquez / Xosé M. Carballeira Anllo / Carme Hermida Gulías / Primitivo Iglesias Sierra / Xosé María Lema Suárez / Rosa López Fernández / Gonzalo Navaza Blanco (2004): A lingua galega: historia e actualidade, Rosario Álvarez / Francisco Fernández Rei / Antón Santamarina (eds.), Santiago de Compostela: Consello da Cultura Galega / Instituto da Lingua Galega, v. 2, p. 527-537.[10]
- Diccionario normativo galego-castelán Henrique Monteagudo / X. García Cancela / Ana Isabel Boullón Agrelo / B. Fernández Salgado / Ernesto X. González Seoane / Carme Hermida Gulías / M. D. Lagarón Ron / Ramón Mariño Paz / H. Pousa Ortega / X. Riveiro Costa  / M. X. Vázquez López (1988): , Vigo: Galaxia.[10]